# Eberhard Steckhan
Eberhard Steckhan (* 12. September 1943; † 10. Februar 2000) war ein deutscher Chemiker und Hochschullehrer. 

## Leben und Werk
Eberhard Steckhan studierte Chemie an der Universität Göttingen mit Diplom 1969 und wurde dort 1971 bei Hans Jürgen Schäfer mit einer Arbeit über die Anodische Oxidation von Olefinen promoviert. Seine Post-Doc-Zeit verbrachte er 1971/72 bei Theodore Kuwana. An der Universität Münster habilitierte er sich 1978. Er folgte 1981 einem Ruf an die Universität Bonn.
Arbeitsgebiete von Steckhan waren beispielsweise Themen der organischen Elektrochemie, Bioelektrochemie, neue Redoxkatalysatoren, Anwendungen und mechanistische Untersuchungen der Reaktionen von Radikalkationen sowie Elektronentransfer-Reaktionen.